# Chassenard
Chassenard ist eine französische Gemeinde mit 1030 Einwohnern (Stand: 1. Januar 2022) im Département Allier in der Region Auvergne-Rhône-Alpes (vor 2016 Auvergne). Sie gehört zum Arrondissement Vichy und zum Gemeindeverband Le Grand Charolais. Die Bewohner werden Chassenardais und Chassenardaises genannt.

## Geographie
Die Gemeinde Chassenard liegt an der Loire, die hier weitgehend die Grenze zum Département Saône-et-Loire markiert, sechs Kilometer südlich von Digoin am Rand der Landschaft Charolais. Nachbargemeinden von Chassenard sind Digoin im Norden und Nordosten, Varenne-Saint-Germain im Osten, Saint-Yan im Osten und Südosten, L’Hôpital-le-Mercier im Südosten, Luneau im Süden, Saint-Léger-sur-Vouzance im Südwesten und Westen sowie Molinet im Westen und Nordwesten. 

## Bevölkerungsentwicklung
| Jahr                       | 1962 | 1968 | 1975 | 1982 | 1990 | 1999 | 2006 | 2014 | 2022 |
| Einwohner                  | 867  | 888  | 855  | 959  | 1017 | 923  | 898  | 956  | 1030 |
| Quellen: Cassini und INSEE |      |      |      |      |      |      |      |      |      |

## Sehenswürdigkeiten
- Kirche Saint-Georges aus dem 12. Jahrhundert, Monument historique seit 2001
- Kommende des Johanniterordens
- Schloss La Croix
- Schloss Les Blancs

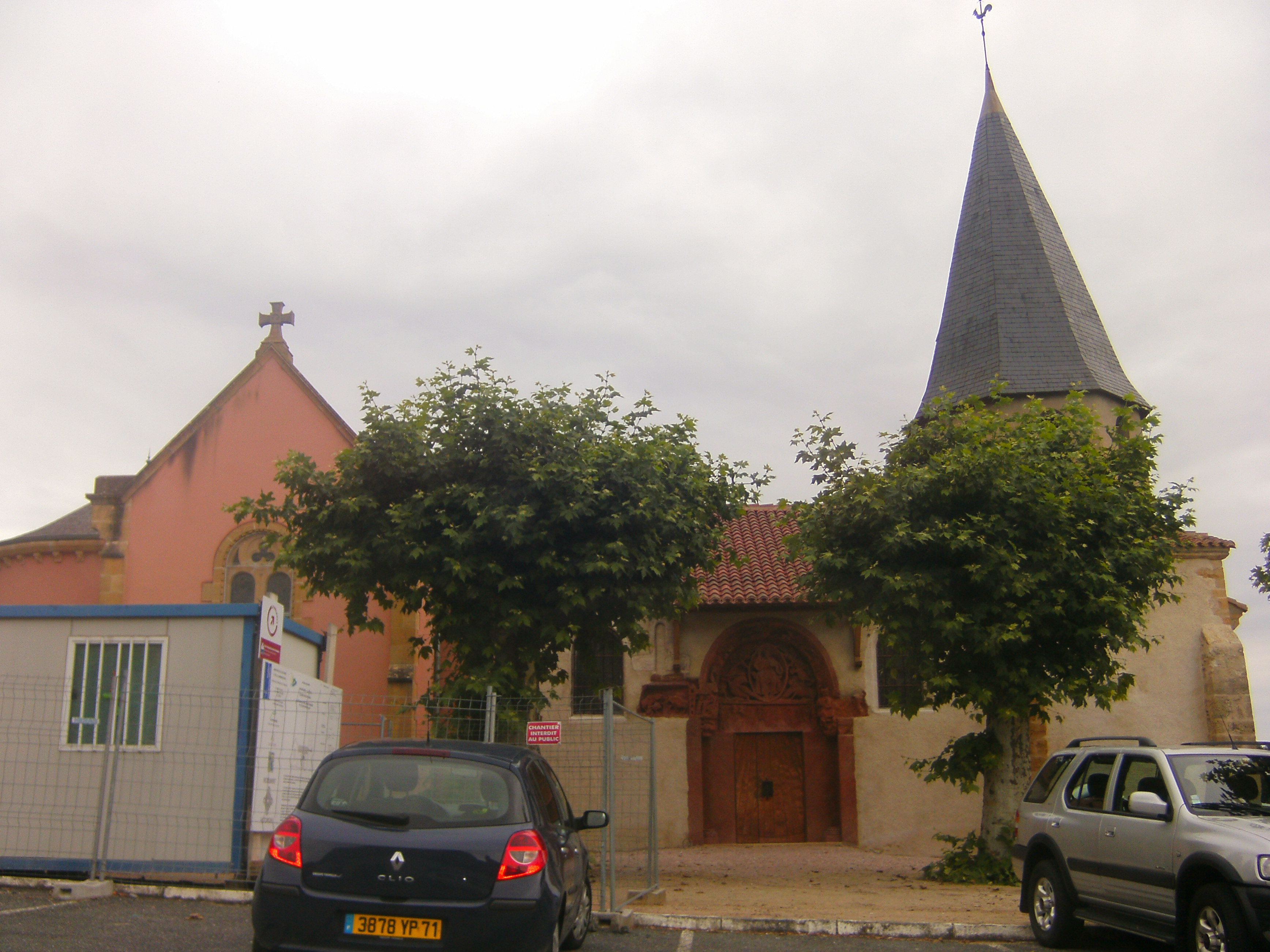
Kirche Saint-Georges
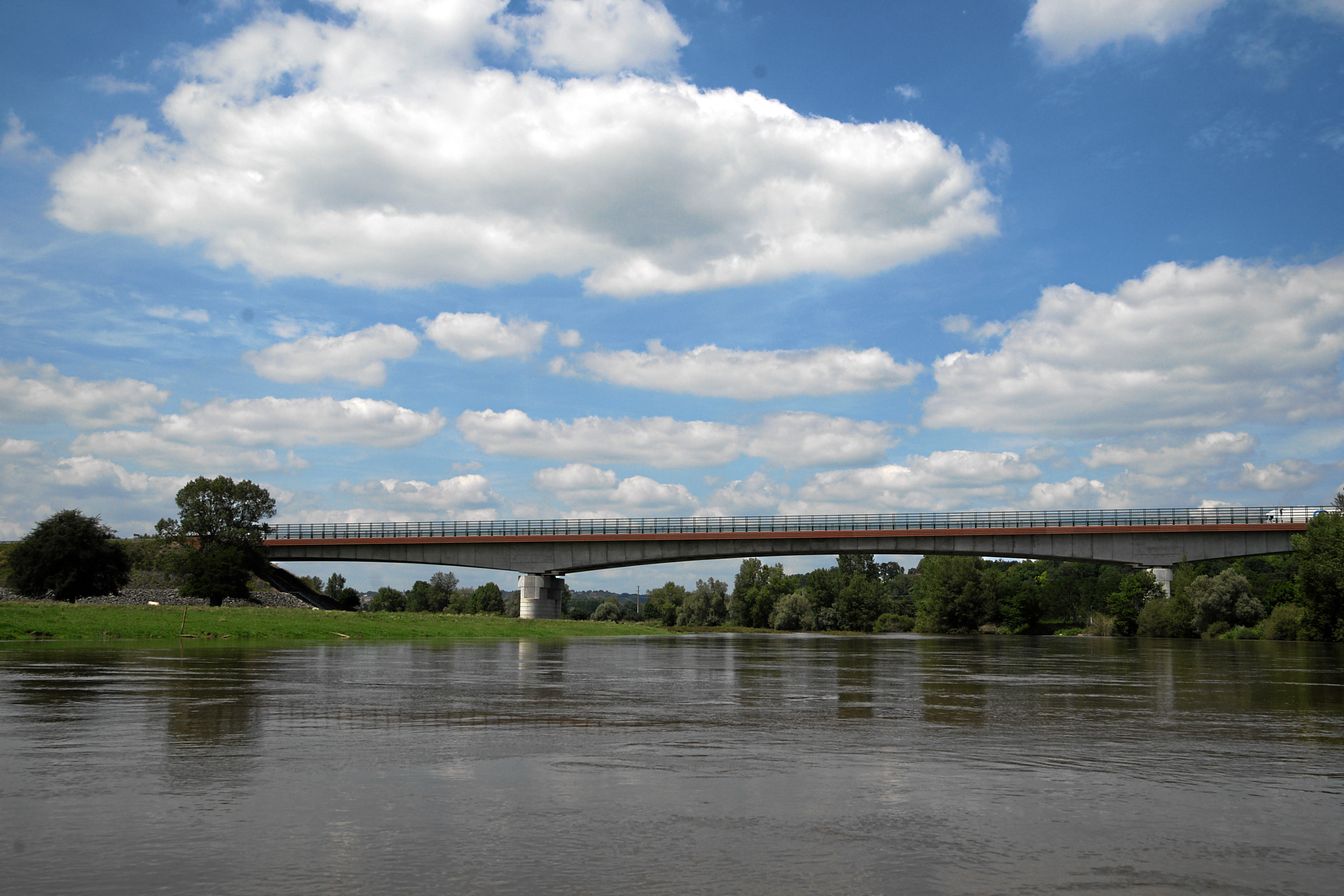
Loirebrücke nach Digoin